# Ефемерис 4
Ефемерис 4 - хроника једне породице је четврти том мемоара српског историчара уметности Дејана Медаковића, објављен први пут 1993. године за издавачку кућу БИГЗ.

## Радња
Четврти том мемоара обухвата период од 1955. године до 1980. и сахране Јосипа Броза Тита, и у овом делу је описан Медаковићев културни рад, прво као асистента а касније и декана Филозофског факултета Универзитета у Београду. Од породичне историје описују његова сазнања о младости његовог оца у Бечу, као и породичне везе са Бранком Радичевићем, Јустином Михаиловићем, и његовим заборављеним братом песником монахом Методијем (Атанасијем) Михаиловићем.
Од историјских догађаја описују се студентске демонстрације у Југославији 1968, начин борбе власти против њих (гласине у Загребу да се у Београду организује великосрпски националистички скуп), долазак краљице Елизабете II у Југославију (челници КПЈ су касније Медаковића оптуживали да Филозофски факултет добија подршку из иностранства, јер му је краљица поставила неколико питања, и јер је прво у плану била посета факултету, што власт није дозволила). Описано је цензурисање приликом писања Енциклопедије Југославије, где су хрватски цензори смањивали и прекрајали белешке о Србима и српској култури, што је Марко Ристић као уредник занемаривао. Вук Павићевић је означен као сарадник власти који је спутавао рад на Филозофском факултету, а Медаковић је путовао у разне земље као представник југословенске културе ( у Немачкој се срео са Јоханом Албрехтом фон Рајсвицем који је жалио што су га Срби заборавили), али и обилазио српске цркве у Мађарској као и путовао на Хиландар. У мемоарима се спомињу и проблеми због противљења градњи Његошевог маузолеја по замисли Ивана Мештровића, умањивање злочина у Јасеновцу, неправедно хапшење и осуда професора Михаила Ђурића као српског националисте, уништавање угледа министарки културе Станки Веселинов, као и чињеница да ни пројектанти Храма Светог Саве у Београду као што је Александар Дероко нису смели да стану у одбрану за наставак градње. Медаковић је нападан због својих монографија о Манастиру Савина, а градоначелник Крушевца је смењен због прославе шест векова од оснивања овог града. Такође се наводи да је уметник Небојша Митрић натеран да измени свој споменик кнезу Лазару како би деловао више владарски, а мање женствено, као неки балетан. У књизи је објављена и једна Медаковићева прича (Пандорина кутија) као и некролози посвећени значајним културним радницима који су преминули у том периоду (Светозар Радојчић, и многи уметници и сликари), затим се спомињу утицајни миљеници комунистичке партије као што су Добрица Ћосић и Радомир Константиновић. Дејан је такође описао проналажење и откуп десет српских рукописа несталих у току Првог светског рата, које је за шездесет хиљада марака откупио у Бохуму од неког немачког сељака. Овај том мемоара завршава се Титовом сахраном.